# Bäckebo
Bäckebo è un'area urbana della Svezia situata nel comune di Nybro, contea di Kalmar.
La popolazione risultante dal censimento 2010 era di 219 abitanti.